# BVHaast
BVHAAST Records is een platenlabel uit Amsterdam dat werd opgericht in 1974 door Willem Breuker. Breuker noemde de muziek op het label: 'mensenmuziek'.
Voorbeelden van artiesten die een plaat bij de BVHaast zijn uitgekomen zijn, naast Willem Breuker: Leo Cuypers, Iannis Xenakis, Hans Dulfer, Misha Mengelberg, Boy Edgar, Kristoffer Zegers Igor Stravinsky, Greetje Bijma, Jozef van Wissem, Bik Bent Braam en vele anderen.